# Hygrohypnum styriacum
Hygrohypnum styriacum là một loài Rêu trong họ Amblystegiaceae. Loài này được (Limpr.) Broth. mô tả khoa học đầu tiên năm 1908.